# Jessica Furlan
Jessica Furlan (* 15. März 1990 in Winnipeg) ist eine kanadische Hindernisläuferin.
2014 stellte sie über 3000 m Hindernis am 19. Juli in Heusden-Zolder mit 9:33,45 min den aktuellen kanadischen Rekord auf und wurde Siebte beim Leichtathletik-Continentalcup in Marrakesch.
2013 und 2014 wurde sie Kanadische Meisterin.